# Zarządy województw IV kadencji

Początkowe koalicje w sejmikach (według komitetów wyborczych)

Zarządy województw IV kadencji – składy 16 zarządów województw w Polsce IV kadencji (2010–2014) wybranych w następstwie wyborów samorządowych.

## Zarząd Województwa Dolnośląskiego IV kadencji
| Funkcja                                    | Imię i nazwisko (reprezentowane ugrupowanie) | Imię i nazwisko (reprezentowane ugrupowanie) | Czas pełnienia funkcji    | Czas pełnienia funkcji    |
| Funkcja                                    | Imię i nazwisko (reprezentowane ugrupowanie) | Imię i nazwisko (reprezentowane ugrupowanie) | Od                        | Do                        |
| ------------------------------------------ | -------------------------------------------- | -------------------------------------------- | ------------------------- | ------------------------- |
| Marszałek Województwa Dolnośląskiego       |                                              | Rafał Jurkowlaniec (PO)                      | 1 grudnia 2010(dts)       | 13 lutego 2014(dts)       |
| Wicemarszałek Województwa Dolnośląskiego   | Marek Łapiński (PO)                          | 1 grudnia 2010(dts)                          | 27 października 2011(dts) |                           |
| Wicemarszałek Województwa Dolnośląskiego   |                                              | Radosław Mołoń (SLD)                         | 1 grudnia 2010(dts)       | 13 lutego 2014(dts)       |
| Wicemarszałek Województwa Dolnośląskiego   | 13 lutego 2014(dts)                          | Radosław Mołoń (SLD)                         | 22 grudnia 2014(dts)      |                           |
| Członek Zarządu Województwa Dolnośląskiego |                                              | Włodzimierz Chlebosz (PSL)                   | 1 grudnia 2010(dts)       | 13 lutego 2014(dts)       |
| Członek Zarządu Województwa Dolnośląskiego | 13 lutego 2014(dts)                          | Włodzimierz Chlebosz (PSL)                   | 30 listopada 2014(dts)    |                           |
| Członek Zarządu Województwa Dolnośląskiego |                                              | Jerzy Łużniak (PO)                           | 1 grudnia 2010(dts)       | 27 października 2011(dts) |
| Wicemarszałek Województwa Dolnośląskiego   | 27 października 2011(dts)                    | Jerzy Łużniak (PO)                           | 13 lutego 2014(dts)       |                           |
| Członek Zarządu Województwa Dolnośląskiego | Jerzy Tutaj (PO)                             | 27 października 2011(dts)                    | 13 lutego 2014(dts)       |                           |
| Członek Zarządu Województwa Dolnośląskiego | Jerzy Tutaj (PO)                             | 13 lutego 2014(dts)                          | 22 grudnia 2014(dts)      |                           |
| Marszałek Województwa Dolnośląskiego       | Cezary Przybylski (PO)                       | 13 lutego 2014(dts)                          | 22 grudnia 2014(dts)      |                           |
| Wicemarszałek Województwa Dolnośląskiego   |                                              | Jerzy Michalak (ODŚ)                         | 13 lutego 2014(dts)       | 22 grudnia 2014(dts)      |

## Zarząd Województwa Kujawsko-Pomorskiego IV kadencji
| Funkcja                                          | Imię i nazwisko (reprezentowane ugrupowanie) | Imię i nazwisko (reprezentowane ugrupowanie) | Czas pełnienia funkcji | Czas pełnienia funkcji |
| Funkcja                                          | Imię i nazwisko (reprezentowane ugrupowanie) | Imię i nazwisko (reprezentowane ugrupowanie) | Od                     | Do                     |
| ------------------------------------------------ | -------------------------------------------- | -------------------------------------------- | ---------------------- | ---------------------- |
| Marszałek Województwa Kujawsko-Pomorskiego       |                                              | Piotr Całbecki (PO)                          | 29 listopada 2010(dts) | 1 grudnia 2014(dts)    |
| Wicemarszałek Województwa Kujawsko-Pomorskiego   | Edward Hartwich (PO)                         | 29 listopada 2010(dts)                       | 1 grudnia 2014(dts)    |                        |
| Wicemarszałek Województwa Kujawsko-Pomorskiego   |                                              | Dariusz Kurzawa (PSL)                        | 29 listopada 2010(dts) | 1 grudnia 2014(dts)    |
| Członek Zarządu Województwa Kujawsko-Pomorskiego |                                              | Sławomir Kopyść (PO)                         | 29 listopada 2010(dts) | 1 grudnia 2014(dts)    |
| Członek Zarządu Województwa Kujawsko-Pomorskiego |                                              | Michał Korolko                               | 29 listopada 2010(dts) | 1 grudnia 2014(dts)    |

## Zarząd Województwa LubelskiegoIV kadencji
| Funkcja                                 | Imię i nazwisko (reprezentowane ugrupowanie) | Imię i nazwisko (reprezentowane ugrupowanie) | Czas pełnienia funkcji | Czas pełnienia funkcji |
| Funkcja                                 | Imię i nazwisko (reprezentowane ugrupowanie) | Imię i nazwisko (reprezentowane ugrupowanie) | Od                     | Do                     |
| --------------------------------------- | -------------------------------------------- | -------------------------------------------- | ---------------------- | ---------------------- |
| Marszałek Województwa Lubelskiego       |                                              | Krzysztof Hetman (PSL)                       | 1 grudnia 2010(dts)    | 24 czerwca 2014(dts)   |
| Wicemarszałek Województwa Lubelskiego   |                                              | Krzysztof Grabczuk (PO)                      | 1 grudnia 2010(dts)    | 24 czerwca 2014(dts)   |
| Wicemarszałek Województwa Lubelskiego   | 24 czerwca 2014(dts)                         | Krzysztof Grabczuk (PO)                      | 1 grudnia 2014(dts)    |                        |
| Wicemarszałek Województwa Lubelskiego   |                                              | Sławomir Sosnowski (PSL)                     | 1 grudnia 2010(dts)    | 24 czerwca 2014(dts)   |
| Marszałek Województwa Lubelskiego       | 24 czerwca 2014(dts)                         | Sławomir Sosnowski (PSL)                     | 1 grudnia 2014(dts)    |                        |
| Członek Zarządu Województwa Lubelskiego |                                              | Tomasz Pękalski (PO)                         | 1 grudnia 2010(dts)    | 24 czerwca 2014(dts)   |
| Członek Zarządu Województwa Lubelskiego | 24 czerwca 2014(dts)                         | Tomasz Pękalski (PO)                         | 1 grudnia 2014(dts)    |                        |
| Członek Zarządu Województwa Lubelskiego | Jacek Sobczak (PO)                           | 1 grudnia 2010(dts)                          | 24 czerwca 2014(dts)   |                        |
| Członek Zarządu Województwa Lubelskiego | Jacek Sobczak (PO)                           | 24 czerwca 2014(dts)                         | 1 grudnia 2014(dts)    |                        |
| Wicemarszałek Województwa Lubelskiego   |                                              | Michał Cholewa (PSL)                         | 24 czerwca 2014(dts)   | 16 listopada 2014(dts) |

## Zarząd Województwa Lubuskiego IV kadencji
| Funkcja                                | Imię i nazwisko (reprezentowane ugrupowanie) | Imię i nazwisko (reprezentowane ugrupowanie) | Czas pełnienia funkcji | Czas pełnienia funkcji |
| Funkcja                                | Imię i nazwisko (reprezentowane ugrupowanie) | Imię i nazwisko (reprezentowane ugrupowanie) | Od                     | Do                     |
| -------------------------------------- | -------------------------------------------- | -------------------------------------------- | ---------------------- | ---------------------- |
| Marszałek Województwa Lubuskiego       |                                              | Elżbieta Polak (PO)                          | 29 listopada 2010(dts) | 1 grudnia 2014(dts)    |
| Wicemarszałek Województwa Lubuskiego   | Jarosław Sokołowski (PO)                     | 29 listopada 2010(dts)                       | 21 marca 2012(dts)     |                        |
| Wicemarszałek Województwa Lubuskiego   |                                              | Maciej Szykuła (PSL)                         | 29 listopada 2010(dts) | 1 grudnia 2014(dts)    |
| Członek Zarządu Województwa Lubuskiego |                                              | Tomasz Gierczak (PO)                         | 29 listopada 2010(dts) | 28 grudnia 2011(dts)   |
| Członek Zarządu Województwa Lubuskiego |                                              | Stanisław Tomczyszyn (PSL)                   | 29 listopada 2010(dts) | 1 grudnia 2014(dts)    |
| Członek Zarządu Województwa Lubuskiego |                                              | Romuald Kreń (PO)                            | 5 stycznia 2012(dts)   | 1 grudnia 2014(dts)    |
| Wicemarszałek Województwa Lubuskiego   | Jacek Hoffmann (PO)                          | 21 marca 2012(dts)                           | 13 maja 2013(dts)      |                        |
| Wicemarszałek Województwa Lubuskiego   | Bogdan Nowak (PO)                            | 10 czerwca 2013(dts)                         | 1 grudnia 2014(dts)    |                        |

## Zarząd Województwa Łódzkiego IV kadencji
| Funkcja                               | Imię i nazwisko (reprezentowane ugrupowanie) | Imię i nazwisko (reprezentowane ugrupowanie) | Czas pełnienia funkcji | Czas pełnienia funkcji |
| Funkcja                               | Imię i nazwisko (reprezentowane ugrupowanie) | Imię i nazwisko (reprezentowane ugrupowanie) | Od                     | Do                     |
| ------------------------------------- | -------------------------------------------- | -------------------------------------------- | ---------------------- | ---------------------- |
| Marszałek Województwa Łódzkiego       |                                              | Witold Stępień (PO)                          | 2 grudnia 2010(dts)    | 1 grudnia 2014(dts)    |
| Wicemarszałek Województwa Łódzkiego   |                                              | Artur Bagieński (PSL)                        | 2 grudnia 2010(dts)    | 1 grudnia 2014(dts)    |
| Wicemarszałek Województwa Łódzkiego   |                                              | Dorota Ryl (PO)                              | 2 grudnia 2010(dts)    | 1 grudnia 2014(dts)    |
| Członek Zarządu Województwa Łódzkiego | Marcin Bugajski (PO)                         | 2 grudnia 2010(dts)                          | 1 grudnia 2014(dts)    |                        |
| Członek Zarządu Województwa Łódzkiego |                                              | Dariusz Klimczak (PSL)                       | 2 grudnia 2010(dts)    | 1 grudnia 2014(dts)    |

## Zarząd Województwa Małopolskiego IV kadencji
| Funkcja                                   | Imię i nazwisko (reprezentowane ugrupowanie) | Imię i nazwisko (reprezentowane ugrupowanie) | Czas pełnienia funkcji | Czas pełnienia funkcji |
| Funkcja                                   | Imię i nazwisko (reprezentowane ugrupowanie) | Imię i nazwisko (reprezentowane ugrupowanie) | Od                     | Do                     |
| ----------------------------------------- | -------------------------------------------- | -------------------------------------------- | ---------------------- | ---------------------- |
| Marszałek Województwa Małopolskiego       |                                              | Marek Sowa (PO)                              | 2 grudnia 2010(dts)    | 29 listopada 2014(dts) |
| Wicemarszałek Województwa Małopolskiego   | Roman Ciepiela (PO)                          | 2 grudnia 2010(dts)                          | 29 listopada 2014(dts) |                        |
| Wicemarszałek Województwa Małopolskiego   |                                              | Wojciech Kozak (PSL)                         | 2 grudnia 2010(dts)    | 29 listopada 2014(dts) |
| Członek Zarządu Województwa Małopolskiego |                                              | Witold Latusek (PO)                          | 2 grudnia 2010(dts)    | 23 kwietnia 2012(dts)  |
| Członek Zarządu Województwa Małopolskiego |                                              | Stanisław Sorys (PSL)                        | 2 grudnia 2010(dts)    | 29 listopada 2014(dts) |
| Członek Zarządu Województwa Małopolskiego |                                              | Jacek Krupa (PO)                             | 8 maja 2012(dts)       | 29 listopada 2014(dts) |

## Zarząd Województwa Mazowieckiego IV kadencji
| Funkcja                                   | Imię i nazwisko (reprezentowane ugrupowanie) | Imię i nazwisko (reprezentowane ugrupowanie) | Czas pełnienia funkcji | Czas pełnienia funkcji    |
| Funkcja                                   | Imię i nazwisko (reprezentowane ugrupowanie) | Imię i nazwisko (reprezentowane ugrupowanie) | Od                     | Do                        |
| ----------------------------------------- | -------------------------------------------- | -------------------------------------------- | ---------------------- | ------------------------- |
| Marszałek Województwa Mazowieckiego       |                                              | Adam Struzik (PSL)                           | 2 grudnia 2010(dts)    | 27 listopada 2014(dts)    |
| Wicemarszałek Województwa Mazowieckiego   |                                              | Marcin Kierwiński (PO)                       | 2 grudnia 2010(dts)    | 24 października 2011(dts) |
| Wicemarszałek Województwa Mazowieckiego   | Krzysztof Strzałkowski (PO)                  | 2 grudnia 2010(dts)                          | 19 maja 2014(dts)      |                           |
| Członek Zarządu Województwa Mazowieckiego |                                              | Janina Orzełowska (PSL)                      | 2 grudnia 2010(dts)    | 27 listopada 2014(dts)    |
| Członek Zarządu Województwa Mazowieckiego |                                              | Leszek Ruszczyk (PO)                         | 2 grudnia 2010(dts)    | 24 października 2011(dts) |
| Wicemarszałek Województwa Mazowieckiego   | 24 października 2011(dts)                    | Leszek Ruszczyk (PO)                         | 27 listopada 2014(dts) |                           |
| Członek Zarządu Województwa Mazowieckiego | Wiesław Raboszuk (PO)                        | 24 października 2011(dts)                    | 19 maja 2014(dts)      |                           |
| Wicemarszałek Województwa Mazowieckiego   | Wiesław Raboszuk (PO)                        | 19 maja 2014(dts)                            | 27 listopada 2014(dts) |                           |
| Członek Zarządu Województwa Mazowieckiego | Elżbieta Lanc (PO)                           | 19 maja 2014(dts)                            | 27 listopada 2014(dts) |                           |

## Zarząd Województwa Opolskiego IV kadencji
| Funkcja                                | Imię i nazwisko (reprezentowane ugrupowanie) | Imię i nazwisko (reprezentowane ugrupowanie) | Czas pełnienia funkcji | Czas pełnienia funkcji |
| Funkcja                                | Imię i nazwisko (reprezentowane ugrupowanie) | Imię i nazwisko (reprezentowane ugrupowanie) | Od                     | Do                     |
| -------------------------------------- | -------------------------------------------- | -------------------------------------------- | ---------------------- | ---------------------- |
| Marszałek Województwa Opolskiego       |                                              | Józef Sebesta (PO)                           | 2 grudnia 2010(dts)    | 12 listopada 2013(dts) |
| Wicemarszałek Województwa Opolskiego   | Tomasz Kostuś (PO)                           | 2 grudnia 2010(dts)                          | 12 listopada 2013(dts) |                        |
| Wicemarszałek Województwa Opolskiego   | Tomasz Kostuś (PO)                           | 12 listopada 2013(dts)                       | 28 listopada 2014(dts) |                        |
| Wicemarszałek Województwa Opolskiego   |                                              | Kryspin Nowak (SLD)                          | 2 grudnia 2010(dts)    | 25 stycznia 2011(dts)  |
| Członek Zarządu Województwa Opolskiego |                                              | Andrzej Kasiura (MN)                         | 2 grudnia 2010(dts)    | 14 grudnia 2010(dts)   |
| Członek Zarządu Województwa Opolskiego |                                              | Antoni Konopka (PSL)                         | 2 grudnia 2010(dts)    | 12 listopada 2013(dts) |
| Członek Zarządu Województwa Opolskiego | 12 listopada 2013(dts)                       | Antoni Konopka (PSL)                         | 28 listopada 2014(dts) |                        |
| Członek Zarządu Województwa Opolskiego |                                              | Roman Kolek (MN)                             | 28 grudnia 2010(dts)   | 25 stycznia 2011(dts)  |
| Wicemarszałek Województwa Opolskiego   | 25 stycznia 2011(dts)                        | Roman Kolek (MN)                             | 12 listopada 2013(dts) |                        |
| Wicemarszałek Województwa Opolskiego   | 12 listopada 2013(dts)                       | Roman Kolek (MN)                             | 28 listopada 2014(dts) |                        |
| Członek Zarządu Województwa Opolskiego |                                              | Barbara Kamińska (PO)                        | 25 stycznia 2011(dts)  | 12 listopada 2013(dts) |
| Członek Zarządu Województwa Opolskiego | 12 listopada 2013(dts)                       | Barbara Kamińska (PO)                        | 28 listopada 2014(dts) |                        |
| Marszałek Województwa Opolskiego       | Andrzej Buła (PO)                            | 12 listopada 2013(dts)                       | 28 listopada 2014(dts) |                        |

## Zarząd Województwa Podkarpackiego IV kadencji
| Funkcja                                    | Imię i nazwisko (reprezentowane ugrupowanie) | Imię i nazwisko (reprezentowane ugrupowanie) | Czas pełnienia funkcji | Czas pełnienia funkcji |
| Funkcja                                    | Imię i nazwisko (reprezentowane ugrupowanie) | Imię i nazwisko (reprezentowane ugrupowanie) | Od                     | Do                     |
| ------------------------------------------ | -------------------------------------------- | -------------------------------------------- | ---------------------- | ---------------------- |
| Marszałek Województwa Podkarpackiego       |                                              | Mirosław Karapyta (PSL)                      | 30 listopada 2010(dts) | 27 maja 2013(dts)      |
| Wicemarszałek Województwa Podkarpackiego   |                                              | Zygmunt Cholewiński (PO)                     | 30 listopada 2010(dts) | 27 maja 2013(dts)      |
| Wicemarszałek Województwa Podkarpackiego   |                                              | Anna Kowalska (SLD)                          | 30 listopada 2010(dts) | 27 maja 2013(dts)      |
| Członek Zarządu Województwa Podkarpackiego |                                              | Lucjan Kuźniar (PSL / PiS)                   | 30 listopada 2010(dts) | 27 maja 2013(dts)      |
| Wicemarszałek Województwa Podkarpackiego   |                                              | Lucjan Kuźniar (PSL / PiS)                   | 27 maja 2013(dts)      | 28 listopada 2014(dts) |
| Członek Zarządu Województwa Podkarpackiego |                                              | Sławomir Miklicz (PO)                        | 30 listopada 2010(dts) | 27 maja 2013(dts)      |
| Marszałek Województwa Podkarpackiego       |                                              | Władysław Ortyl (PiS)                        | 27 maja 2013(dts)      | 28 listopada 2014(dts) |
| Wicemarszałek Województwa Podkarpackiego   | Jan Burek (PiS)                              | 27 maja 2013(dts)                            | 26 maja 2014(dts)      |                        |
| Członek Zarządu Województwa Podkarpackiego | Tadeusz Pióro (PiS)                          | 27 maja 2013(dts)                            | 28 listopada 2014(dts) |                        |
| Członek Zarządu Województwa Podkarpackiego |                                              | Bogdan Romaniuk (Prawica)                    | 27 maja 2013(dts)      | 28 listopada 2014(dts) |

## Zarząd Województwa Podlaskiego IV kadencji
| Funkcja                                 | Imię i nazwisko (reprezentowane ugrupowanie) | Imię i nazwisko (reprezentowane ugrupowanie) | Czas pełnienia funkcji | Czas pełnienia funkcji |
| Funkcja                                 | Imię i nazwisko (reprezentowane ugrupowanie) | Imię i nazwisko (reprezentowane ugrupowanie) | Od                     | Do                     |
| --------------------------------------- | -------------------------------------------- | -------------------------------------------- | ---------------------- | ---------------------- |
| Marszałek Województwa Podlaskiego       |                                              | Jarosław Dworzański (PO)                     | 10 stycznia 2011(dts)  | 8 grudnia 2014(dts)    |
| Wicemarszałek Województwa Podlaskiego   |                                              | Mieczysław Baszko (PSL)                      | 10 stycznia 2011(dts)  | 8 grudnia 2014(dts)    |
| Wicemarszałek Województwa Podlaskiego   | Walenty Korycki (PSL)                        | 10 stycznia 2011(dts)                        | 8 grudnia 2014(dts)    |                        |
| Członek Zarządu Województwa Podlaskiego |                                              | Cezary Cieślukowski (PO)                     | 10 stycznia 2011(dts)  | 22 lutego 2013(dts)    |
| Członek Zarządu Województwa Podlaskiego | Jacek Piorunek (PO)                          | 10 stycznia 2011(dts)                        | 8 grudnia 2014(dts)    |                        |
| Członek Zarządu Województwa Podlaskiego | Karol Pilecki (PO)                           | 22 marca 2013(dts)                           | 8 grudnia 2014(dts)    |                        |

## Zarząd Województwa Pomorskiego IV kadencji
| Funkcja                                 | Imię i nazwisko (reprezentowane ugrupowanie) | Imię i nazwisko (reprezentowane ugrupowanie) | Czas pełnienia funkcji | Czas pełnienia funkcji |
| Funkcja                                 | Imię i nazwisko (reprezentowane ugrupowanie) | Imię i nazwisko (reprezentowane ugrupowanie) | Od                     | Do                     |
| --------------------------------------- | -------------------------------------------- | -------------------------------------------- | ---------------------- | ---------------------- |
| Marszałek Województwa Pomorskiego       |                                              | Mieczysław Struk (PO)                        | 6 grudnia 2010(dts)    | 2 grudnia 2014(dts)    |
| Wicemarszałek Województwa Pomorskiego   | Wiesław Byczkowski (PO)                      | 6 grudnia 2010(dts)                          | 2 grudnia 2014(dts)    |                        |
| Wicemarszałek Województwa Pomorskiego   | Hanna Zych-Cisoń (PO)                        | 6 grudnia 2010(dts)                          | 2 grudnia 2014(dts)    |                        |
| Członek Zarządu Województwa Pomorskiego | Ryszard Świlski (PO)                         | 6 grudnia 2010(dts)                          | 2 grudnia 2014(dts)    |                        |
| Członek Zarządu Województwa Pomorskiego |                                              | Czesław Elzanowski (PSL)                     | 6 grudnia 2010(dts)    | 2 grudnia 2014(dts)    |

## Zarząd Województwa Śląskiego IV kadencji
| Funkcja                               | Imię i nazwisko (reprezentowane ugrupowanie) | Imię i nazwisko (reprezentowane ugrupowanie) | Czas pełnienia funkcji | Czas pełnienia funkcji |
| Funkcja                               | Imię i nazwisko (reprezentowane ugrupowanie) | Imię i nazwisko (reprezentowane ugrupowanie) | Od                     | Do                     |
| ------------------------------------- | -------------------------------------------- | -------------------------------------------- | ---------------------- | ---------------------- |
| Marszałek Województwa Śląskiego       |                                              | Adam Matusiewicz (PO)                        | 10 grudnia 2010(dts)   | 21 stycznia 2013(dts)  |
| Wicemarszałek Województwa Śląskiego   | Aleksandra Gajewska (PO)                     | 10 grudnia 2010(dts)                         | 21 stycznia 2013(dts)  |                        |
| Wicemarszałek Województwa Śląskiego   | Aleksandra Gajewska (PO)                     | 21 stycznia 2013(dts)                        | 19 grudnia 2013(dts)   |                        |
| Wicemarszałek Województwa Śląskiego   | Mariusz Kleszczewski (PO)                    | 10 grudnia 2010(dts)                         | 21 stycznia 2013(dts)  |                        |
| Wicemarszałek Województwa Śląskiego   | Mariusz Kleszczewski (PO)                    | 21 stycznia 2013(dts)                        | 10 marca 2014(dts)     |                        |
| Członek Zarządu Województwa Śląskiego |                                              | Aleksandra Banasiak (PSL)                    | 10 grudnia 2010(dts)   | 21 stycznia 2013(dts)  |
| Członek Zarządu Województwa Śląskiego |                                              | Jerzy Gorzelik (RAŚ)                         | 10 grudnia 2010(dts)   | 21 stycznia 2013(dts)  |
| Członek Zarządu Województwa Śląskiego | 21 stycznia 2013(dts)                        | Jerzy Gorzelik (RAŚ)                         | 20 maja 2013(dts)      |                        |
| Marszałek Województwa Śląskiego       |                                              | Mirosław Sekuła (PO)                         | 21 stycznia 2013(dts)  | 1 grudnia 2014(dts)    |
| Członek Zarządu Województwa Śląskiego |                                              | Stanisław Dąbrowa (PSL)                      | 21 stycznia 2013(dts)  | 1 grudnia 2014(dts)    |
| Członek Zarządu Województwa Śląskiego |                                              | Arkadiusz Chęciński (PO)                     | 10 czerwca 2013(dts)   | 1 grudnia 2014(dts)    |
| Wicemarszałek Województwa Śląskiego   |                                              | Kazimierz Karolczak (SLD)                    | 19 grudnia 2013(dts)   | 1 grudnia 2014(dts)    |
| Wicemarszałek Województwa Śląskiego   |                                              | Aleksandra Skowronek (PO)                    | 10 marca 2014(dts)     | 1 grudnia 2014(dts)    |

## Zarząd Województwa Świętokrzyskiego IV kadencji
| Funkcja                                      | Imię i nazwisko (reprezentowane ugrupowanie) | Imię i nazwisko (reprezentowane ugrupowanie) | Czas pełnienia funkcji | Czas pełnienia funkcji |
| Funkcja                                      | Imię i nazwisko (reprezentowane ugrupowanie) | Imię i nazwisko (reprezentowane ugrupowanie) | Od                     | Do                     |
| -------------------------------------------- | -------------------------------------------- | -------------------------------------------- | ---------------------- | ---------------------- |
| Marszałek Województwa Świętokrzyskiego       |                                              | Adam Jarubas (PSL)                           | 2 grudnia 2010(dts)    | 1 grudnia 2014(dts)    |
| Wicemarszałek Województwa Świętokrzyskiego   |                                              | Grzegorz Świercz (PO)                        | 2 grudnia 2010(dts)    | 1 grudnia 2014(dts)    |
| Członek Zarządu Województwa Świętokrzyskiego |                                              | Kazimierz Kotowski (PSL)                     | 2 grudnia 2010(dts)    | 1 grudnia 2014(dts)    |
| Członek Zarządu Województwa Świętokrzyskiego |                                              | Jan Maćkowiak (PO)                           | 2 grudnia 2010(dts)    | 1 grudnia 2014(dts)    |
| Członek Zarządu Województwa Świętokrzyskiego |                                              | Piotr Żołądek (PSL)                          | 2 grudnia 2010(dts)    | 1 grudnia 2014(dts)    |

## Zarząd Województwa Warmińsko-Mazurskiego IV kadencji
| Funkcja                                           | Imię i nazwisko (reprezentowane ugrupowanie) | Imię i nazwisko (reprezentowane ugrupowanie) | Czas pełnienia funkcji | Czas pełnienia funkcji |
| Funkcja                                           | Imię i nazwisko (reprezentowane ugrupowanie) | Imię i nazwisko (reprezentowane ugrupowanie) | Od                     | Do                     |
| ------------------------------------------------- | -------------------------------------------- | -------------------------------------------- | ---------------------- | ---------------------- |
| Marszałek Województwa Warmińsko-Mazurskiego       |                                              | Jacek Protas (PO)                            | 30 listopada 2010(dts) | 12 grudnia 2014(dts)   |
| Wicemarszałek Województwa Warmińsko-Mazurskiego   |                                              | Urszula Pasławska (PSL)                      | 30 listopada 2010(dts) | 19 czerwca 2012(dts)   |
| Wicemarszałek Województwa Warmińsko-Mazurskiego   |                                              | Jarosław Słoma (PO)                          | 30 listopada 2010(dts) | 12 grudnia 2014(dts)   |
| Członek Zarządu Województwa Warmińsko-Mazurskiego |                                              | Jolanta Szulc (PSL)                          | 30 listopada 2010(dts) | 29 marca 2011(dts)     |
| Członek Zarządu Województwa Warmińsko-Mazurskiego |                                              | Anna Wasilewska (PO)                         | 30 listopada 2010(dts) | 12 grudnia 2014(dts)   |
| Wicemarszałek Województwa Warmińsko-Mazurskiego   |                                              | Witold Wróblewski (PSL)                      | 29 marca 2011(dts)     | 30 listopada 2014(dts) |
| Wicemarszałek Województwa Warmińsko-Mazurskiego   | Gustaw Brzezin (PSL)                         | 9 lipca 2012(dts)                            | 12 grudnia 2014(dts)   |                        |

## Zarząd Województwa Wielkopolskiego IV kadencji
| Funkcja                                     | Imię i nazwisko (reprezentowane ugrupowanie) | Imię i nazwisko (reprezentowane ugrupowanie) | Czas pełnienia funkcji | Czas pełnienia funkcji |
| Funkcja                                     | Imię i nazwisko (reprezentowane ugrupowanie) | Imię i nazwisko (reprezentowane ugrupowanie) | Od                     | Do                     |
| ------------------------------------------- | -------------------------------------------- | -------------------------------------------- | ---------------------- | ---------------------- |
| Marszałek Województwa Wielkopolskiego       |                                              | Marek Woźniak (PO)                           | 1 grudnia 2010(dts)    | 1 grudnia 2014(dts)    |
| Wicemarszałek Województwa Wielkopolskiego   |                                              | Wojciech Jankowiak (PSL)                     | 1 grudnia 2010(dts)    | 1 grudnia 2014(dts)    |
| Wicemarszałek Województwa Wielkopolskiego   |                                              | Leszek Wojtasiak (PO)                        | 1 grudnia 2010(dts)    | 25 lutego 2013(dts)    |
| Członek Zarządu Województwa Wielkopolskiego | Tomasz Bugajski (PO)                         | 1 grudnia 2010(dts)                          | 16 listopada 2014(dts) |                        |
| Członek Zarządu Województwa Wielkopolskiego |                                              | Krzysztof Grabowski (PSL)                    | 1 grudnia 2010(dts)    | 1 grudnia 2014(dts)    |
| Wicemarszałek Województwa Wielkopolskiego   |                                              | Mateusz Klemenski (PO)                       | 25 marca 2013(dts)     | 1 grudnia 2014(dts)    |

## Zarząd Województwa Zachodniopomorskiego IV kadencji
| Funkcja                                          | Imię i nazwisko (reprezentowane ugrupowanie) | Imię i nazwisko (reprezentowane ugrupowanie) | Czas pełnienia funkcji    | Czas pełnienia funkcji |
| Funkcja                                          | Imię i nazwisko (reprezentowane ugrupowanie) | Imię i nazwisko (reprezentowane ugrupowanie) | Od                        | Do                     |
| ------------------------------------------------ | -------------------------------------------- | -------------------------------------------- | ------------------------- | ---------------------- |
| Marszałek Województwa Zachodniopomorskiego       |                                              | Olgierd Geblewicz (PO)                       | 7 grudnia 2010(dts)       | 19 grudnia 2014(dts)   |
| Wicemarszałek Województwa Zachodniopomorskiego   | Wojciech Drożdż (PO)                         | 7 grudnia 2010(dts)                          | 19 grudnia 2014(dts)      |                        |
| Wicemarszałek Województwa Zachodniopomorskiego   | Andrzej Jakubowski (PO)                      | 7 grudnia 2010(dts)                          | 19 grudnia 2014(dts)      |                        |
| Członek Zarządu Województwa Zachodniopomorskiego | Marek Hok (PO)                               | 7 grudnia 2010(dts)                          | 26 października 2011(dts) |                        |
| Członek Zarządu Województwa Zachodniopomorskiego |                                              | Jan Krawczuk (PSL)                           | 7 grudnia 2010(dts)       | 20 grudnia 2012(dts)   |
| Członek Zarządu Województwa Zachodniopomorskiego |                                              | Anna Mieczkowska (PO)                        | 20 grudnia 2011(dts)      | 19 grudnia 2014(dts)   |
| Członek Zarządu Województwa Zachodniopomorskiego |                                              | Jarosław Rzepa (PSL)                         | 1 stycznia 2013(dts)      | 19 grudnia 2014(dts)   |